# 예자오잉
예자오잉(중국어 간체자: 叶钊颖, 정체자: 葉釗穎, 병음: Yè Zhāoyǐng, 한자음: 엽교영, 1974년 5월 7일~)은 중화인민공화국의 전직 배드민턴 선수이다. 2000년 하계 올림픽 여자 단식에서 동메달을 획득했다. 또한 세계 선수권 대회에서 금메달 2개와 동메달 1개를 획득했으며 전영 오픈에서 3회 우승을 차지했다.

## 개인사
예자오잉은 1990년대에 대한민국의 배드민턴 선수인 김학균과 연인 관계였다. 그녀는 2019년 여름에 중국 대표팀에서 뛰었던 전직 축구 선수인 하오하이둥과 결혼했으며 현재 스페인 말라가에 거주하고 있다.

## 중국 공산당 비판
예자오잉은 1989년 천안문 사건 31주년인 2020년 6월 4일 남편 하오하이둥과 함께 중국공산당이 프로 스포츠계와 티베트, 홍콩, 코로나19 범유행 사안을 잘못 다루었음을 언급하며 중국공산당을 공개적으로 비판했다. 이들은 중화인민공화국 축구계를 망치는 것은 선수들이 아닌 규칙을 무시하는 관료들이며 중화인민공화국에서 미국으로 망명한 기업가 궈원구이, 미국 백악관 고문을 역임한 스티브 배넌이 지지하는 신중국연방 창설에 찬성하는 입장을 발표했다.
중국공산당은 예자오잉과 하오하이둥을 비판하는 성명을 발표했고 예자오잉, 하오하이둥의 웨이보 계정을 폐쇄하고 시나 스포츠와 텐센트 스포츠에서 이들의 신상 정보를 삭제하는 등 중화인민공화국의 통신망에서 이들에 관련된 정보를 삭제했다. 공산당을 공개적으로 비판한 후 6일 뒤 이들은 월스트리트 저널과의 인터뷰에서 중국공산당의 일당독재를 비판하고 정치적, 개인적 압박에도 인권을 위해 활동하겠다고 언급했다.